# Živko Košir
Živko Košir, slovenski strokovnjak za gozdarstvo, * 10. oktober 1927, Ljubljana,  † 2020
Opustil je študij elektrotehnike, ker je spoznal, da to delo ne bi bilo zanj. Diplomiral je leta 1954 na ljubljanski Agronomski in gozdarski fakulteti, doktoriral pa je leta 1972 na zagrebški gozdarski fakulteti. 
Kot gozdni strokovnjak je raziskoval gozdno vegetacijo in ekologijo gozdnih habitatov. Napisal je več kot 50 znanstvenih in strokovnih člankov.

## Nagrade in priznanja
- 1996: Jesenkovo priznanje Biotehniške fakultete